# Out Now
Out Now è il quarto album in studio del cantautore italiano Faust'O, pubblicato nel 1982.

## Il disco
Primo album dopo la fuoriuscita dalla Ascolto. Da questo disco la sua musica si fa, se è possibile, ancora più ostica e meno commerciale di quanto potesse esserlo prima. Fatto sta che l'album è quasi interamente strumentale è suonato quasi interamente con strumenti elettronici. Il titolo è una formula inglese che in italiano si può tradurre come 'in vendita ora'. Frase che in genere si applica ai dischi più commerciali cosa che questo non è. Al contrario dei tre album realizzati per la Ascolto, a loro volta non dei grandissimi successi, questo ebbe diffusione limitatissima rendendolo, probabilmente, il suo più raro in assoluto (e anche la ristampa in cd - metà anni '90 - è fuori catalogo da molti anni).

## Tracce
1. 20-12-81/Orange – 4:30 (Fausto Rossi)
2. Distant Kotos – 6:25 (Fausto Rossi)
3. Grey/Sand and Wave – 3:44 (Fausto Rossi)
4. The Game of the Sunset – 7:10 (Fausto Rossi)
5. A Cup of Tea – 3:05 (Fausto Rossi)
6. Blue/Just a Man – 3:38 (Fausto Rossi)
7. The Sound of My Walls – 5:05 (testo: Dylan Thomas – musica: Fausto Rossi)
8. The Sound of One Hand – 3:44 (Fausto Rossi)
9. Amedeos' – 5:39 (Fausto Rossi)

Durata totale: 43:00

## Crediti
- Faust'O - voce, tastiere, programmazione
- Riccardo Fioravanti - basso
- Amedeo Bianchi - sassofono
- Guido Carota - produzione

## Edizioni
- 1982 - Out Now (FG Record, 00010, LP)
- 1996 - Out Now (Target, 300 407-2, CD)